# Boia chi molla

Ciccio Franco, a capo della cosiddetta rivolta dei Boia chi Molla a Reggio Calabria (1970-1971)

Boia chi molla! è un motto utilizzato negli ambienti della destra politica e neofascista italiana del secondo dopoguerra, in particolare negli anni 1970. Il suo significato letterale è: «chi abbandona [la lotta] è un assassino».

## Origine e storia del motto
La sua vera origine è dibattuta: secondo alcune citazioni recenti, tuttavia non supportate da alcuna fonte coeva, pare che il motto sia stato usato (forse coniato da Eleonora Pimentel Fonseca) durante gli ultimi giorni della Repubblica Napoletana del 1799, nella battaglia contro i sanfedisti, oppure usato nelle Cinque giornate di Milano del 1848. Fonti più numerose ne riconducono invece la nascita ad alcuni momenti della prima guerra mondiale: ad esempio, urlato da un sergente durante la ritirata della battaglia di Caporetto, nel novembre 1917 o usato come motto del corpo degli Arditi. La paternità è talvolta attribuita a Gabriele D'Annunzio.
Il motto comunque entrò a far parte dei simboli distintivi prima del movimento fascista, poi del regime. La più antica testimonianza documentata è una delle lettere inviate da Roberto Mieville alla madre durante la ritirata dal deserto libico l'11 aprile 1943. Mieville scrisse: «Sii tranquilla che comunque e ovunque avrò tenuto fede al mio motto: Boia chi molla!». Preso prigioniero per la durata della guerra, fu detenuto presso il campo di prigionia di Hereford negli Stati Uniti, e nel suo libro di memorie, Fascists' criminal camp, scrisse: «E nel campo 6 da quaranta giorni, all'aperto, trecento sottufficiali vivevano a pane e acqua e non mollavano. E nel campo ufficiali era la medesima cosa: Boia chi molla!».
Nel 1943 fu ripreso nuovamente dalle forze armate della Repubblica Sociale Italiana, in particolare dal XXIV battaglione della Guardia Nazionale Repubblicana, che lo adottò come motto.
Il 31 agosto 1957 in occasione dell'esequie e tumulazione delle spoglie di Benito Mussolini nella cappella di famiglia del cimitero di San Cassiano, a Predappio, due arditi ressero ciascuno un gagliardetto nero e tricolore, con la scritta "Boia chi molla".
Nel 1969 il giornalista Bruno Borlandi pubblicò, con la casa editrice di destra Il Borghese, il libro Boia chi molla: un resoconto delle lotte per l'italianità di Trieste viste dalla sua parte politica. L'anno seguente, durante i moti di Reggio, il missino Ciccio Franco, esponente del sindacato CISNAL, lo utilizzò come slogan contro lo Stato fin dal primo comunicato del Comitato d'azione per il capoluogo, che era concluso con la frase: «Per Reggio capoluogo: Boia chi molla!»
Tra la fine degli anni settanta e l'inizio degli anni ottanta, i militanti del FUAN (l'organizzazione universitaria del Movimento Sociale Italiano) lanciarono un nuovo slogan in cui era presente il motto «boia chi molla»: Contro il sistema / La gioventù si scaglia / Boia chi molla / È il grido di battaglia.